# Список похороненных на Новодевичьем кладбище (Б)
Новодевичье кладбище является одним из самых известных некрополей Москвы. Оно было образовано в 1898 году вдоль южной стены Новодевичьего монастыря, где имеется дворянский некрополь XIX века. В советское время это было второе по значимости кладбище после некрополя у Кремлёвской стены. Многие могилы Новодевичьего кладбища являются объектами культурного наследия. В данной статье представлен список значимых людей, похороненных на Новодевичье кладбище, фамилии которых начинаются на букву «Б».

## Список
- Бабаджанян, Амазасп Хачатурович (1906—1977) — Главный Маршал бронетанковых войск, Герой Советского Союза; 7 уч. лев.ст. 14 ряд
- Бабакин, Георгий Николаевич (1914—1971) — конструктор космической техники, член-корреспондент АН СССР, лауреат Ленинской премии; 7 уч. пр.ст. 17 ряд.
- Бабанова, Мария Ивановна (1900—1983) — актриса, народная артистка СССР; 10 уч. 1 ряд
- Бабочкин, Борис Андреевич (1904—1975) — актёр театра и кино, режиссёр театра, педагог, народный артист СССР, профессор ВГИКа; автор памятника О. К. Комов; 2 уч. 21 ряд.
- Бабушкин, Михаил Сергеевич (1893—1938) — лётчик, майор, Герой Советского Союза; колумбарий, 3 уч. справа от барельефа дирижабля
- Бабушкина Ната (1915—1936) — парашютистка, рекордсменка мира в групповом прыжке; колумбарий, 3 уч. слева от барельефа дирижабля
- Багдасаров, Андрей Аркадьевич (1897—1961) — гематолог, трансфузиолог, академик АМН СССР (1957); 8 уч. 7 ряд
- Багрицкий, Всеволод Эдуардович (1922—1942) — русский советский литератор, поэт; 1 уч. 1 ряд.
- Багрицкий, Эдуард Георгиевич (1895—1934) — поэт, переводчик и драматург; 1 уч. 1 ряд.
- Бадаев, Алексей Егорович (1883—1951) — Нарком пищевой промышленности и Председатель Президиума Верховного Совета РСФСР; 3 уч. 62 ряд.
- Базыкин, Владимир Иванович (1908—1965) — дипломат, посол СССР в Мексике (1957—1962); 6 уч. 21 ряд.
- Байбаков, Николай Константинович (1911—2008) — Министр нефтяной промышленности и заместитель Председателя Совета Министров СССР; 3 уч. 10 ряд.
- Байдуков, Георгий Филиппович (1907—1994) — лётчик-испытатель, участник рекордных перелётов, генерал-полковник авиации, Герой Советского Союза, автор беллетристической и мемуарной литературы; 7 уч. лев.ст. 18 ряд
- Байков, Александр Александрович (1870—1946) — металлург, химик, академик АН СССР; 2 уч. 4 ряд.
- Бакин, Борис Владимирович (1913—1992) — Министр монтажных и специальных строительных работ СССР (1975—1989), Герой Социалистического Труда (1975); 10 уч. 7 ряд.
- Бакланов, Глеб Владимирович (1910—1976) — генерал-полковник, Герой Советского Союза; автор памятника Б. В. Едунов; 2 уч. 31 ряд
- Бакулев, Александр Николаевич (1890—1967) — кардиохирург, академик АН СССР, Президент АМН СССР; 6 уч. 35 ряд.
- Бакушинский, Анатолий Васильевич (1883—1939) — искусствовед, музеолог, педагог.
- Бакшеев, Василий Николаевич (1862—1958) — живописец, народный художник, действительный член АХ СССР; 3 уч. 58 последний поперечный ряд.
- Балакин, Борис Иванович (1913—1964) — актёр Художественного театра, киноактёр; колумбарий, 126 секция, нижний ряд, в районе 8 уч. 6 ряда.
- Баландин, Алексей Александрович (1898—1967) — химик, академик АН СССР; 6 уч. 34 ряд.
- Балашов, Сергей Михайлович (1903—1989) — мастер художественного слова, народный артист РСФСР (1956); 2 уч. 12 ряд.
- Балыков, Георгий Николаевич (1900—1967) — военачальник, генерал-майор инженерно-авиационной службы (1945);
- Барабанова, Мария Павловна (1911—1993) — актриса театра и кино, народная артистка РСФСР; 4 уч. 43 ряд.
- Баранский, Николай Николаевич (1881—1963) — экономико-географ, член-корреспондент АН СССР; 8 уч. 39 ряд
- Баратов, Леонид Васильевич (1895—1964) — режиссёр оперы, народный артист РСФСР (1958); 8 уч. 41 ряд.
- Бардин, Иван Павлович (1883—1960) — металлург, академик АН СССР; 1 уч. 41 ряд.
- Бармин, Владимир Павлович (1909—1993) — конструктор реактивных пусковых установок, ракетных стартовых комплексов, академик АН СССР, лауреат Ленинской и трёх Государственных премий СССР; автор памятника Ю. Л. Чернов; 10 уч. 7 ряд.
- Барсуков, Валерий Леонидович (1928—1992) — геохимик, академик АН СССР; 10 уч. 7 ряд.
- Барсуков, Иван Антонович (1895—1957) — заместитель наркома (министра) вооружения СССР, генерал-майор инженерно-артиллерийской службы; 5 уч. 12 ряд.
- Барсуков, Михаил Михайлович (1901—1963) — генерал-полковник артиллерии (1944), Герой Советского Союза (1945); 8 уч. 33 ряд
- Барто, Агния Львовна (1906—1981) — писательница, поэтесса, киносценарист; 3 уч. 24 ряд.
- Басистый, Николай Ефремович (1898—1971) — Адмирал; 8 уч. 2 ряд
- Басов, Николай Геннадиевич (1922—2001) — лауреат Нобелевской премии по физике, директор Физического института им. Лебедева РАН, академик АН СССР; 11 уч. 5 ряд.
- Баталов, Николай Петрович (1899—1937) — актёр театра и кино, заслуженный артист РСФСР; 2 уч. 15 ряд.
- Баталова, Светлана Николаевна (1923—2011) — актриса, сестра актёра Алексея Баталова; 2 уч. 15 ряд.
- Батицкий, Павел Фёдорович (1910—1984) — Маршал Советского Союза, Герой Советского Союза; автор памятника А. Е. Елецкий; 7 уч. лев.ст. 20 ряд
- Батов, Павел Иванович (1897—1985) — генерал армии, дважды Герой Советского Союза; 7 уч. лев.ст. 21 ряд
- Бах, Алексей Николаевич (1857—1946) — биохимик, академик АН СССР; автор памятника М. П. Оленин; 4 уч. 24 ряд.
- Бахметьев, Владимир Матвеевич (1885—1963) — писатель, публицист, литературный критик; 8 уч. 34 ряд.
- Бахрушин, Сергей Владимирович (1882—1950) — историк, член-корреспондент АН СССР, ученик В. О. Ключевского; 4 уч. 48 ряд
- Бахчиев, Александр Георгиевич (1930—2007) — пианист, заслуженный артист РСФСР, народный артист России, профессор Московской консерватории; 4 уч. 59 ряд.
- Баянова, Алла Николаевна (1914—2011) — эстрадная певица, народная артистка России; 3 уч. 58а ряд.
- Бедный, Демьян (1883—1945) — писатель, поэт и общественный деятель; 2 уч. 29 ряд.
- Безух, Михаил Иванович (1914—1971) — лётчик-штурмовик, генерал-майор авиации, Герой Советского Союза (1944); колумбарий, 135 секция, в районе 7 уч. лев.ст. 13 ряда
- Безыменский, Александр Ильич (1898—1973) — поэт; 7 уч. пр.ст. 21 последний ряд.
- Беклемишев, Владимир Николаевич (1890—1962) — зоолог, академик АМН СССР; 3 уч. 61 ряд
- Белан, Сергей Абрамович (1918—2005) — старший сержант, Герой Советского Союза (1944); 4 уч. 32 ряд
- Белашова, Екатерина Фёдоровна (1906—1971) — скульптор, народный художник СССР (1963), член-корреспондент АХ СССР (1964); 7 уч. пр.ст. 14 ряд.
- Белик, Пётр Алексеевич (1909—1980) — генерал армии, Герой Советского Союза; 7 уч. лев.ст. 16 ряд
- Белов, Иван Михайлович (1905—1961) — генерал-полковник, 8 уч. 14 ряд.
- Белов, Николай Иванович (1912—1982) — учёный в области систем управления ракетными комплексами, член-корреспондент ААН СССР; 1 уч. 45 ряд.
- Белов, Павел Алексеевич (1897—1962) — генерал-полковник, Герой Советского Союза; 8 уч. 22 ряд
- Белова, Елизавета Ивановна (1894—1935) — участница Гражданской войны, одна из первых женщин награждённых орденом Красного Знамени; 1 уч. 45 ряд.
- Белозерский, Андрей Николаевич (1905—1972) — биохимик растений, академик АН СССР; 7 уч. пр.ст. 13 ряд.
- Белокосков, Василий Евлампиевич (1898—1961) — генерал-полковник (1944), заместитель Министра обороны СССР по строительству и расквартированию войск (1949—1958); автор памятника Г. Н. Постников; 8 уч.13 ряд
- Белокуров, Владимир Вячеславович (1904—1973) — актёр Художественного театра, киноактёр, народный артист СССР; 7 уч. лев.ст. 4 ряд.
- Белоусов, Игорь Сергеевич (1928—2005) — Министр судостроительной промышленности, заместитель Председателя Совета Министров СССР; 11 уч. 5 ряд.
- Белоусов, Михаил Прокофьевич (1904—1946) — капитан I ранга, Герой Советского Союза за спасение парохода «Георгий Седов»; 3 уч. 23 ряд
- Андрей Белый (1880—1934) — писатель, поэт, символист; на территории монастыря за Смоленским собором похоронен отец поэта Н. В. Бугаев; 3 уч., пересеч. 60 и 38 ряд.
- Беляев, Николай Ильич (1903—1966) — Первый секретарь Алтайского крайкома ВКП(б), Первый секретарь ЦК КП Казахстана; 6 уч. 33 ряд.
- Беляев, Павел Иванович (1925—1970) — лётчик-космонавт СССР, Заслуженный мастер спорта СССР, Герой Советского Союза; 3 уч. 64 ряд
- Беляков, Александр Васильевич (1897—1982) — лётчик, участник рекордных перелётов, генерал-лейтенант авиации, Герой Советского Союза; 7 уч. лев.ст. 19 ряд
- Беляков, Ростислав Аполлосович (1919—2014) — советский и российский авиаконструктор, генеральный конструктор ОКБ имени А. И. Микояна. Доктор технических наук, академик АН СССР, дважды Герой Социалистического Труда, лауреат Ленинской премии (1972), Сталинской премии 1-й степени (1952) и Государственной премии СССР (1988).
- Белянкин, Дмитрий Степанович (1876—1953) — геолог, академик АН СССР (1943); автор памятника З. М. Виленский; 4 уч. 25 ряд.
- Бендина, Вера Дмитриевна (1900—1974) — актриса Художественного театра, народная артистка РСФСР (1948); 2 уч. 10 ряд.
- Бенедиктов, Иван Александрович (1903—1983) — руководитель сельского хозяйства и земледелия СССР, посол СССР в Индии и Югославии; 10 уч. 1 ряд.

Надгробие Акселя Берга

- Берг, Аксель Иванович (1893—1979) — учёный в области радиоэлектроники и кибернетики, академик АН СССР, адмирал-инженер; 3 уч. 17 ряд.
- Береговой, Георгий Тимофеевич (1921—1995) — лётчик-космонавт СССР, генерал-лейтенант, начальник Центра подготовки космонавтов, дважды Герой Советского Союза; 11 уч. 4 ряд
- Березовский, Лев Владимирович (1898—1960) — виолончелист, заслуженный артист РСФСР (1947); колумбарий, секция 119-2-4.
- Беренс, Евгений Андреевич (1876—1928) — советский военно-морской деятель, старший штурман крейсера «Варяг» в 1904 году; 1 уч. 45 ряд
- Берзарин, Николай Эрастович (1904—1945) — комендант Берлина в 1945 году, генерал-полковник, Герой Советского Союза; 4 уч. 17 ряд
- Бернес, Марк Наумович (1911—1969) — киноактёр, исполнитель песен, народный артист РСФСР; 7 уч. пр.ст. 8 ряд.
- Бернштейн, Сергей Натанович (1880—1968) — математик, академик АН СССР; 7 уч. пр.ст. 5 ряд.
- Берсенев, Иван Николаевич (1889—1951) — актёр, режиссёр, народный артист СССР; автор памятника Е. А. Янсон-Манизер; 2 уч. 14 ряд.
- Бертельс, Евгений Эдуардович (1890—1957) — востоковед, член-корреспондент АН СССР; 5 уч. 12 ряд
- Бессмертнова, Наталья Игоревна (1941—2008) — балерина, народная артистка СССР, Лауреат Ленинской премии; 10 уч. 10 ряд.
- Бетехтин, Анатолий Георгиевич (1897—1962) — геолог, минералог, академик АН СССР; 8 уч. 16 ряд.
- Бещев, Борис Павлович (1903—1981) — Министр путей сообщения СССР; 9 уч. 7 ряд.
- Билинский, Мирон Львович (1904—1966) — кинорежиссёр, сценарист, заслуженный деятель искусств Молдавской ССР (1948); колумбарий, 127 секция, в районе 8 уч. 12 ряда.
- Бирман, Серафима Германовна (1890—1976) — актриса театра и кино, народная артистка РСФСР; колумбарий, 133 секция, нижний ряд, в районе 8 уч. 45 предпоследнего ряда.
- Благоволин, Сергей Евгеньевич (1939—2001) — генеральный директор ОРТ (1995—1997), Председатель Совета директоров телекомпании «ТВ-Центр—Столица» (1999—2001); 4 уч. 55 ряд
- Благонравов, Александр Иванович (1906—1962) — учёный и конструктор танков, генерал-лейтенант инженерно-технической службы, член-корреспондент Академии артиллерийских наук; 8 уч. 16 ряд.
- Благонравов, Анатолий Аркадьевич (1884—1975) — учёный в области баллистики, академик АН СССР (1943), генерал-лейтенант артиллерии (1943), дважды Герой Социалистического Труда (1964, 1974); 6 уч. 28 ряд.
- Благообразов, Владимир Сергеевич (1896—1967) — актёр Театра Красной Армии, позже Театра Советской Армии, с 1929 года, режиссёр этого же театра с 1937 года, народный артист РСФСР (1965); колумбарий, 130 секция, в районе 8 уч. у Центральной аллеи.
- Блажевич, Иван Иванович (1903—1945) — генерал-майор (1944), Герой Советского Союза (1945); автор памятника Б. Ф. Лоренцов; 4 уч. 11 ряд
- Блантер, Матвей Исаакович (1903—1990) — композитор, народный артист СССР; 10 уч. 6 ряд.
- Блинников, Андрей Иннокентьевич (1884—1979) — Министр просвещения в правительстве Дальневосточной республики
- Блинников, Сергей Капитонович (1901—1969) — актёр Художественного театра, киноактёр, театральный режиссёр, народный артист СССР; 7 уч. пр.ст. 9 ряд.
- Блинова, Екатерина Никитична (1906—1981) — геофизик, член-корреспондент АН СССР (1953); 7 уч. пр.ст. 12 ряд
- Блохин, Николай Николаевич (1912—1993) — хирург, академик АН СССР, Президент АМН СССР; 10 уч. 7 ряд.
- Блюменталь-Тамарина, Мария Михайловна (1859—1938) — актриса театра и кино, народная артистка СССР; автор памятника С. Д. Меркуров; 2 уч. 22 ряд.
- Бляхин, Павел Андреевич (1886—1961) — писатель, член КПСС с 1903; автор памятника А. Е. Елецкий; 8 уч. 12 ряд.
- Богаткин, Владимир Владимирович (1924—1944) — гвардии капитан, Герой Советского Союза; 4 уч. 7 ряд
- Богатыренко, Павла Захаровна (1907—1979) — театральная актриса и педагог.
- Богданов, Семён Ильич (1894—1960) — Маршал бронетанковых войск, дважды Герой Советского Союза; 5 уч. 30 ряд
- Боголепов, Михаил Иванович (1879—1945) — экономист, член-корреспондент АН СССР (1939); 3 уч. 47 ряд
- Боголюбов, Александр Николаевич (1900—1956) — генерал-полковник (1945), Герой Советского Союза (1945); автор памятника Г. Н. Постников; 4 уч. 61 последний ряд
- Боголюбов, Николай Николаевич (1909—1992) — математик, физик, академик АН СССР; 10 уч. 6 ряд.
- Боголюбов, Константин Игоревич (1950—2000) — неизвестно;

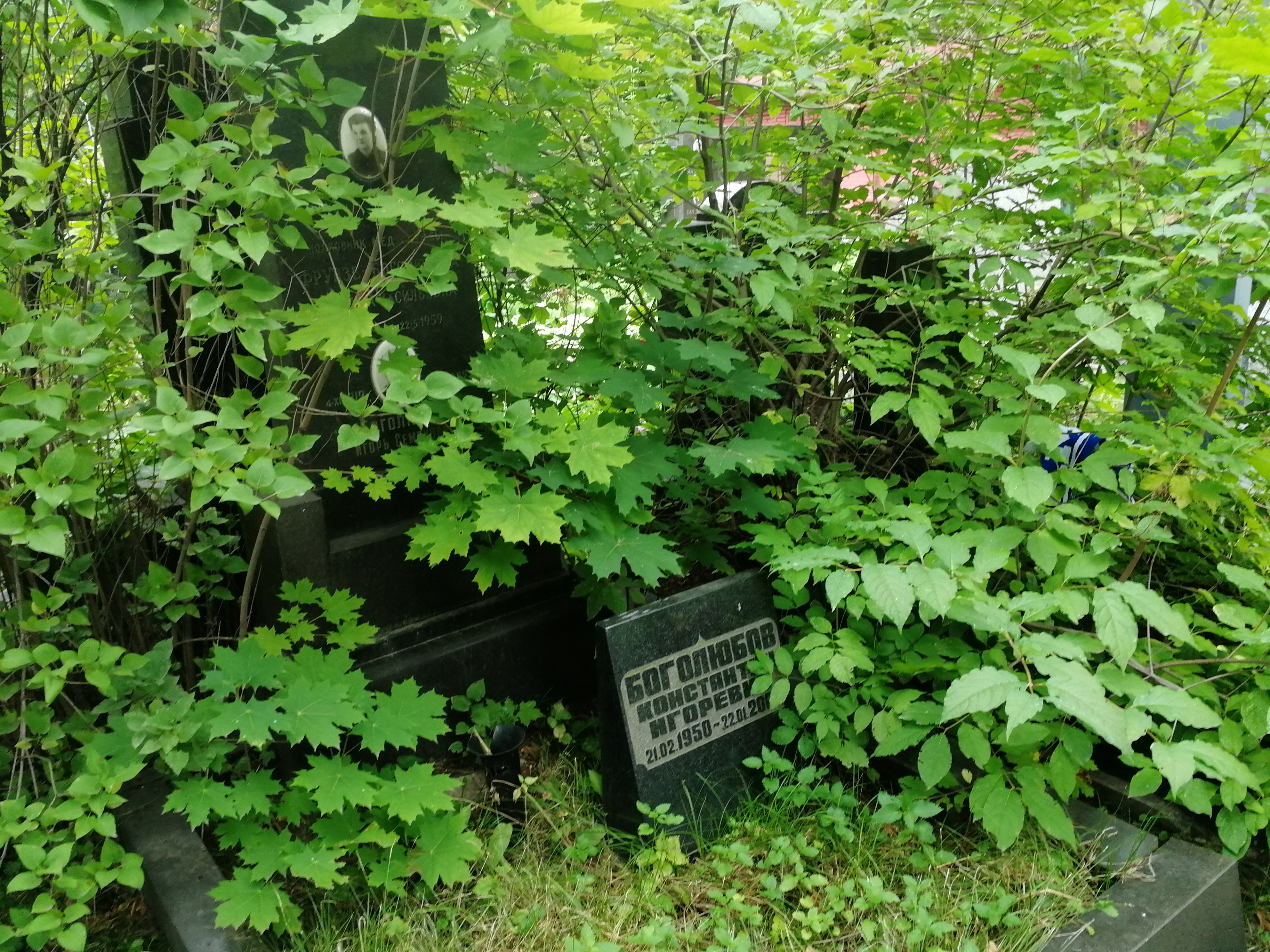
Могила. Боголюбов Константин Игоревич, 1950

- Богомолов, Александр Ефремович (1900—1969) — Чрезвычайный и Полномочный Посол во Франции (1940—1941, 1944—1950), Чехословакии (1952—1954) и Италии (1954—1957); 7 уч. пр.ст. 9 ряд.
- Богоров, Вениамин Григорьевич (1904—1971) — гидробиолог, океанолог, член-корреспондент АН СССР; 3 уч. 64 ряд
- Богородский, Фёдор Семёнович (1895—1959) — живописец, заслуженный деятель искусств РСФСР (1946), член-корреспондент АХ СССР (1947); 4 уч. 29 ряд.

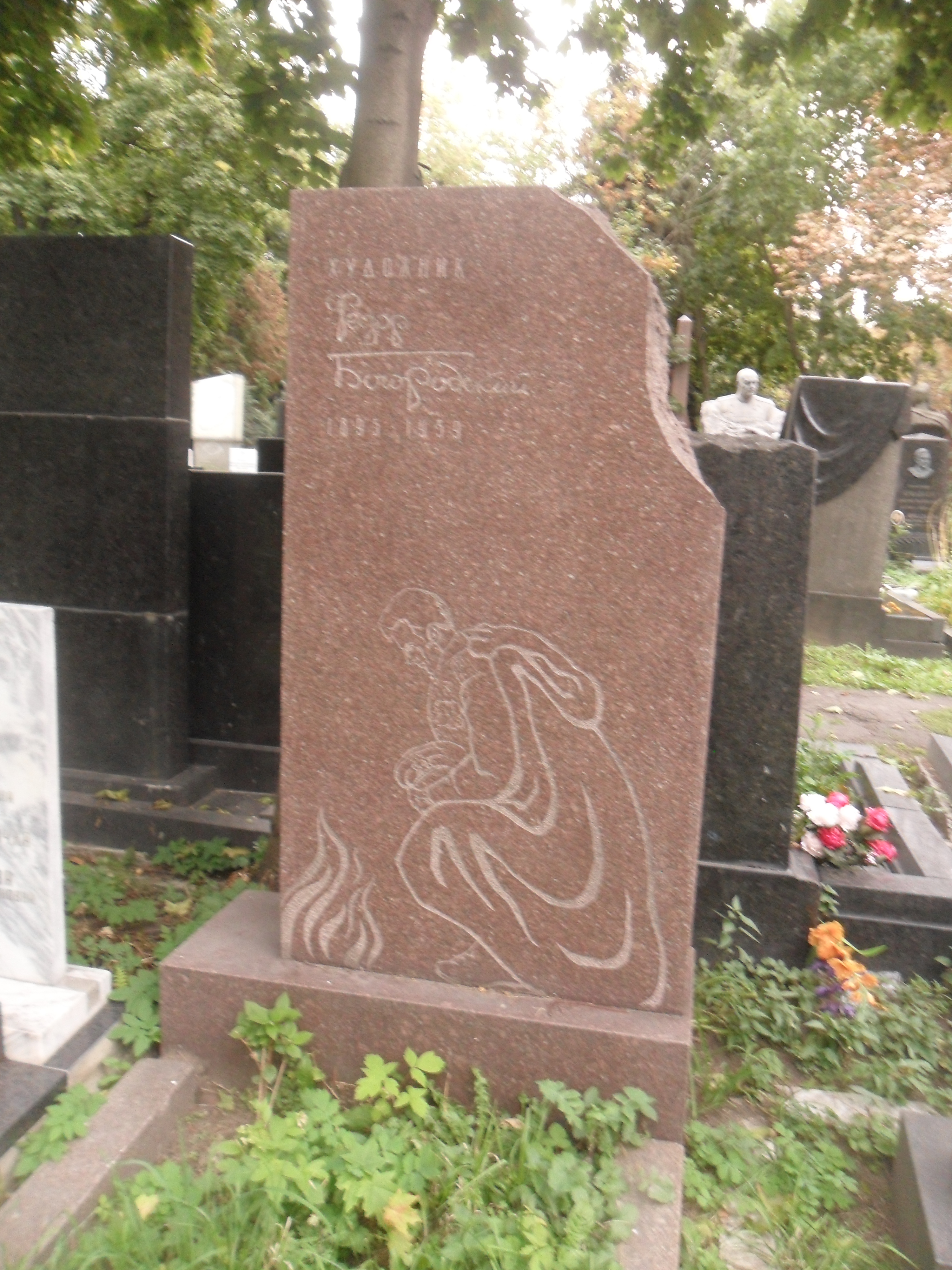
Могила художника Фёдора Богородского

- Богословский, Михаил Михайлович (1867—1929) — историк, академик АН СССР (Российская Академия Наук); 3 уч. 42 ряд.
- Богословский, Никита Владимирович (1913—2004) — композитор, народный артист СССР; 10 уч. 7 ряд.
- Богоявленский, Сергей Константинович (1871—1947) — историк, архивист, член-корреспондент АН СССР (1929); 4 уч. 35 ряд
- Бойко, Всеволод Ефимович (1914—1970) — Председатель Госкомитета СССР по чёрной и цветной металлургии (1961—1965); 7 уч. лев.ст. 1 ряд.
- Болховитинов, Николай Николаевич (1930—2008) — историк, академик РАН (1992); 6 уч. 5 ряд.
- Бондаренко, Григорий Алексеевич (1921—1988) — Адмирал (1972), Герой Социалистического Труда (1985); 11 уч. 1 ряд
- Бондарчук, Елена Сергеевна (1962—2009) — советская и российская актриса театра и кино; 10 уч. 9 ряд.
- Бондарчук, Сергей Фёдорович (1920—1994) — актёр, кинорежиссёр, народный артист СССР, лауреат премии «Оскар» за фильм «Война и мир»; автор памятника Л. Е. Кербель; 10 уч. 9 ряд.
- Бонч-Бруевич, Владимир Дмитриевич (1873—1955) — советский государственный деятель, историк, этнограф, писатель; 1 уч. 45 ряд рядом с монастырской стеной.
- Борзенко, Сергей Александрович (1909—1972) — писатель, журналист, Герой Советского Союза; автор памятника Б. В. Едунов; 2 уч. 28 ряд.
- Борзов, Иван Иванович (1915—1974) — Маршал авиации, Герой Советского Союза; 1 уч. 43 ряд в районе 5 ряда
- Борисов, Олег Иванович (1929—1994) — актёр театра и кино, народный артист СССР; 10 уч. 8 ряд.
- Борисяк, Алексей Алексеевич (1872—1944) — геолог, палеонтолог, академик АН СССР; 3 уч. 45 ряд.
- Борков, Геннадий Андреевич (1905—1983) — Первый секретарь Новосибирского и Саратовского обкомов, Хабаровского крайкома ВКП(б), ЦК КП(б) Казахстана; 2 уч. 28 ряд.
- Боровик, Артём Генрихович (1960—2000) — журналист, руководитель холдинга «Совершенно секретно»; автор памятника скульптор А. И. Рукавишников; 10 уч. 8 ряд
- Боровик-Романов, Виктор-Андрей Станиславович (1920—1997) — физик, академик АН СССР (1972); 2 уч. 28 ряд.
- Боровых, Андрей Егорович (1921—1989) — генерал-полковник авиации, дважды Герой Советского Союза; 11 уч. 1 ряд
- Борская, Надежда Дмитриевна (1885—1963) — актриса театра и кино, народная артистка РСФСР (1954); 2 уч. 21 ряд.
- Ботвинник, Михаил Моисеевич (1911—1995) — чемпион мира по шахматам (1948—1957, 1958—1960, 1961—1963), международный гроссмейстер (1950), Заслуженный мастер спорта СССР (1945), педагог, руководитель шахматной школы; колумбарий, 104 секция, в районе 2 уч. последнего ряда
- Бравин, Николай Михайлович (1883—1956) — актёр Московского театра оперетты, народный артист РСФСР (1954); на плите фамилия написана как Бравин-Васяткин; колумбарий, секция 112.
- Брайцев, Василий Романович (1878—1964) — хирург, академик АМН СССР (1945); 6 уч. 7 ряд
- Брежнева, Виктория Петровна (1907—1995) — жена Л. И. Брежнева; 6 уч. 27 ряд
- Брежнева, Галина Леонидовна (1929—1998) — дочь Л. И. Брежнева; 6 уч. 27 ряд
- Брежнева, Наталия Денисовна (1886—1975) — мать Л. И. Брежнева; 6 уч. 28 ряд
- Брик, Осип Максимович (1888—1945) — литератор, литературовед, литературный критик; колумбарий, 77 секция, в районе 2 уч. 15 ряда.
- Брицке, Эргард Викторович (1877—1953) — химик, металлург, академик АН СССР (1932); 1 уч. 9 ряд.
- Бровиков, Владимир Игнатьевич (1931—1992) — Второй секретарь ЦК КП и Председатель Совета Министров Белоруссии, Посол в Польше; 10 уч. 6 ряд.
- Бромлей, Юлиан Владимирович (1921—1990) — историк, этнограф, академик АН СССР; 2 уч. 24 ряд.
- Броневой, Леонид Сергеевич (1928—2017) — советский и российский актёр театра и кино, народный артист СССР; 5 уч., 34 ряд.
- Бруевич, Николай Григорьевич (1896—1987) — учёный в области машиноведения, академик АН СССР (1942), генерал-лейтенант инженерно-авиационной службы (1944); 3 уч. 20 ряд.
- Брумель, Валерий Николаевич (1942—2003) — Олимпийский чемпион (1964), рекордсмен мира в прыжках в высоту, Заслуженный мастер спорта СССР (1961); 10 уч. 6 ряд
- Брунов, Борис Сергеевич (1922—1997) — конферансье, художественный руководитель Театра эстрады (1983—1997), народный артист РСФСР (1985); автор памятника С. А. Щербаков; 5 уч. 23 ряд у Центральной аллеи.
- Брюсов, Александр Яковлевич (1885—1966) — учёный-археолог, заслуженный деятель науки Карельской АССР, заслуженный деятель науки РСФСР, брат В. Я. Брюсова.
- Брюсов, Валерий Яковлевич (1873—1924) — поэт, прозаик, драматург, символист; автор памятника Н. А. Андреев; 3 уч. 63 ряд.
- Брюсова, Иоанна Матвеевна (1876—1965) — жена поэта В. Я. Брюсова.
- Брюсова, Надежда Яковлевна (1881—1951) — музыковед, педагог, общественный деятель, сестра В. Я. Брюсова.
- Брянцев, Георгий Михайлович (1904—1960) — писатель; 5 уч. 43 предпоследний ряд.
- Бубнов, Александр Павлович (1908—1964) — живописец, заслуженный деятель искусств РСФСР, член-корреспондент АХ СССР; 6 уч. 5 ряд.
- Бугаев, Борис Павлович (1923—2007) — Министр гражданской авиации СССР, Главный Маршал авиации; 11 уч. 5 ряд.
- Будников, Пётр Петрович (1885—1968) — химик-неорганик, член-корреспондент АН СССР (1939), Герой Социалистического Труда (1965); 7 уч. пр.ст. 6 ряд
- Булгаков, Борис Владимирович (1900—1952) — механик, член-корреспондент АН СССР (1946); 4 уч. 27 ряд
- Булгаков, Михаил Афанасьевич (1891—1940) — писатель и драматург; 2 уч. 21 ряд.
- Булганин, Николай Александрович (1895—1975) — Председатель Совета Министров, Министр обороны СССР, Маршал Советского Союза (3 ноября 1947, лишён этого звания 26 ноября 1958); автор памятника Г. Н. Постников; 4 уч. 18 ряд.
- Бурденко, Николай Нилович (1876—1946) — нейрохирург, генерал-полковник медицинской службы и главный хирург Красной Армии, академик АН СССР, Президент АМН СССР; 1 уч. 42 ряд.
- Бурлак, Иван Павлович (1893—1964) — оперный певец (баритон), народный артист РСФСР (1951); 8 уч. 43 ряд.
- Буров, Андрей Константинович (1900—1957) — архитектор, инженер-изобретатель, педагог; 5 уч. 5 ряд.
- Бутома, Борис Евстафьевич (1907—1976) — руководитель (Председатель Госкомитета, Министр) судостроительной промышленности СССР (1957—1976), Герой Социалистического Труда (1959), доктор технических наук; 6 уч. 28 ряд.
- Бушинский, Владимир Петрович (1885—1960) — почвовед, академик ВАСХНИЛ (1948), член-корреспондент АН СССР (1939); 8 уч. 3 ряд
- Бушуев, Константин Давыдович (1914—1978) — конструктор космической техники, технический директор проекта Союз-Аполлон с советской стороны (1973—1975), член-корреспондент АН СССР (1960), Герой Социалистического Труда (1957), лауреат Ленинской (1960) и двух Государственных премий СССР (1950, 1976); 9 уч. 3 ряд.
- Быков, Ролан Антонович (1929—1998) — актёр театра и кино, кинорежиссёр, народный артист СССР; 10 уч. 9 ряд.
- Быстрицкая, Элина Авраамовна (1928—2019) — советская и российская актриса театра и кино, народная артистка СССР; 11 уч. 8 ряд.
- Быховский, Абрам Исаевич (1895—1972) — директор ряда заводов по производству артиллерийских систем, Герой Социалистического Труда (1942); 3 уч. 51 ряд.
- Бялыницкий-Бируля, Витольд Каэтанович (1872—1957) — художник-живописец, действительный член АХ СССР; 5 уч. 7 ряд.